# アラビアンドリーム シェラザード
『アラビアンドリーム シェラザード』 (Arabian Dream Scheherazade) は、1987年9月3日にカルチャーブレーンから発売されたアクションRPGで、北米では『The Magic of Scheherazade』というタイトルで1989年12月に発売された。

## 概要
カルチャーブレーン初のアクションRPGであり、舞台設定をアラビアにするなど画期的な試みがなされている。
また、スーパーファミコン用として続編が作られる予定があり、当時のファミコン情報誌には発売日未定のソフト一覧に名前が載っていた。
期待していたファンも多かったが、発売はおろか開発中画面の公開すら無く製作中止となる。
ゲームは殆どの場面でアクションによって進行し、育成のタイミングはシナリオの進む場面に限られる。また、お金を集めることに終始しがちである。

## ゲーム内容

### システム
全5ワールド（ステージ）構成で、各ワールド中のどこかにいる仲間および姫を見つけ出し、「パレス」にいるボスキャラクターを倒すとワールドクリアとなる。各ワールドには過去や未来といった異世界が存在し、それらを行き来しながら旅をすることになる。
基本的には一般的なアクションRPGのような戦闘が行われるが、画面が切り替わった際に「魔法合戦」と呼ばれるRPG風の戦闘画面に突入することがある。ボスキャラクターとの戦いはすべてアクションモードで行われる。
このゲームにはアクションRPGとしては珍しく、残機数が設定されている。それぞれのモードにおいて、主人公のHPがゼロになる、またはアクションモード中に水地形に落ちてしまうと残機がひとつ減っていく。また、特定の場面では残機数に関わらずゲームオーバーになることがある。パスワードはゲームオーバー時に表示されるため、ゲームを保存する際には自殺を繰り返す必要がある（破産によるゲームオーバーは除く）。
主人公のステータスはレベルアップによって向上する。敵を倒すことによって経験値が溜まっていくが、レベルアップするには各ステージのダンジョンに囚われた姫を発見する必要がある。レベルアップ後は使用できる魔法・装備が増える。
この他、「称号」というシステムが存在する。ゲーム開始時に戦士・聖者・魔法使いのうちから選択できるほか、街にあるモスクで変更できる。称号によってアクションモード中の戦闘性能が変わったり、イベントの発生に特定の称号が必要なことがある。

### アクションモード
本作の基本となるモードで、フィールドやダンジョンの探索はこの状態で行われる。画面は固定されており、それぞれの出入り口を通って画面を渡り歩いていく。
様々な行動を行う前に、スタートボタンでポーズをかけている際に、Aボタン・Bボタンに各種行動を振り分ける必要がある。例えばBボタンには「話す」「剣」「杖」などを充てることができ、場面によってこれらを切り替えながら行動していくことになる。何も振り分けていない状態でボタンを押すとジャンプし、十字キーを入れながらジャンプすれば1キャラクター分の小さな障害物・水濠を飛び越えられる。

#### 戦闘
フィールドやダンジョンにおいて画面が切り替わったときに、音楽が替わって敵が出現することがある。アクションモード中の戦闘は基本的に近距離攻撃用の剣や、遠距離攻撃用の杖で戦う。ゲームの進行に伴い、アイテムや魔法、仲間の魔法などを使うこともできるようになる。パレスなどの一部の場面を除き、倒さないと前に進めないという場面はないが、経験値やルピアを得るためには戦闘を繰り返す必要がある。多くの場合、敵を倒すとコイン（1ルピア）を落とす。時折ドル袋（20ルピア）やお守り、体力または魔力の回復アイテムを落とすこともある。
敵の種類・行動パターンは様々で、ランダムに動くだけのものもいれば、主人公に向かって弾を撃ってくるものもいる。敵によっては影（白・黒・青など）で姿が覆われているものも登場し、これに攻撃するには一部の魔法で影を剥ぎ取らなければならず、該当する魔法がまだ手に入っていない時は逃げるしかない。
また、特定の場所には「魔法使い」と呼ばれる強力な固定敵が登場する。出現時に4匹の手下を呼び出し、魔法使い自身は画面端から弾を撃ってくる。この魔法使いの弾に当たると姿が変わって戦えなくなり、その間に手下の攻撃を食らうと即死してしまう。お守りを持っていれば変身しても元の姿に戻れるが、元の姿に戻るまでに時間がかかるので、それまでにやられることのほうが多い。魔法使いは結界を張っているため、倒さない限りは逃げることすらできない厄介者である。その代わりに経験値が高く、また確実に大金を落とすので、上手く倒せればそれに見合う収穫を得られる。
攻撃の性能は所持アイテムや称号によって大きく異なる。戦士では剣の攻撃力（ヒット数）が倍になり、魔法使いでは杖によって異なる追加効果を引き出す。また、聖者では盾によって敵弾を撥ね返すなど、特殊なアイテムの恩恵を受けることができる。
HPがゼロになると死亡となり、残機数がひとつ減って場面が戻る。ゴトラトのパンが残っている場合、HPがゼロになると同時に自動的に消費されて死亡を免れる。

#### 時空の扉
各ワールドの特定の場所に存在し、マジカルボイスを使うことで通ることができる。各ワールドの舞台の過去・未来へとタイムスリップし、現代に存在しない仲間やアイテムを見つけてくることになる。時空の扉の先は現代のマップと似通っていることが多いが、一部で差異がみられる。別時代は現代よりも強い敵が出ることが多い。

#### パレス
各ワールドのボスキャラクターが待ち構えている。一部の画面ではシクラスの鍵がなければ開かない扉や、敵を全滅させなければ開かない扉が存在する。パレスの最深部にボスがいるが、一部のボスは特定の仲間が死んでいると倒すことができない。なお、ボス戦中でもじゅうたんなどで脱出することは可能。

#### アララート日食
時間がある程度経過すると、画面が暗くなり日食が発生する。日食中は敵の能力が下がり、また「大魔法」が1度だけ使用可能となる。ほか、カジノが特別営業を行ったり、ルピアの種の成長の成否にもかかわる。日食は時間の経過、または一部の行動によって終了する。

### 魔法合戦
特定のフィールドやダンジョン中で画面が切り替わった時に、時折RPG風の戦闘に突入することがあり、これを魔法合戦と呼ぶ。魔法合戦が発生した場合、プレイヤーは敵と戦うか、和平を申し込む（ルピアを贈って見逃してもらう）ことができる。
戦う場合は戦闘に参加する仲間を2人選び、各自にゴトラトのパンとマシュルーブを振り分け、陣形が組める場合はそれを選択する。傭兵を雇っている場合は、ここで最大4人まで参加させられる。主人公の戦闘能力はレベルにより変化し、仲間と傭兵の戦闘能力は最後まで固定である。
必要な仲間が揃っていれば陣形を組むことができ、それに応じた陣形魔法も使用可能となる。敵の組み合わせ（戦隊）によって有効な陣形魔法が存在し、好相性の戦隊には倍のダメージを与えられる。逆に敵の戦隊が陣形魔法を使ってくることもあり、即死効果の陣形魔法で主人公や仲間が殺されることも少なくない。なお好相性の敵陣形からは魔法・直接攻撃を問わず、味方の受けるダメージが半減する効果もある。陣形の詳細については、大学で授業を受けることにより学習できる。
魔法合戦から逃げた場合は、ひとつ前の画面に戻される。

### 日本版と北米版の違い
コマンドの選択方法が変更になっている。
オープニングなど多くのBGMが変更されている。
その他大きなバランス調整として:

難易度低下

・フィールドマップが概ね一本道

・レベルアップに姫救出を必要としない(姫の位置は店等に変更)

・問答の失敗でいきなりゲームオーバーにならずいくらでもやり直せる

・仲間加入の際に一人を除いて金銭を要求されない(水晶の精が金を要求するのはおそらく幕間の寸劇のセリフがあるため)

・傭兵がパーティと共にレベルアップするためゲーム中盤以降も役に立つ

当時のファミコン作品の傾向へ寄せる変更

・主人公をはじめキャラクターのビジュアルグラフィックが変更、特に主人公はギョロ目と大口の「カルチャーブレーン顔」から小さな目があるだけの「ファミコン顔」へ

・テキスト戦闘のダメージに幅がある

・レベルアップでテキスト戦闘における攻撃力上昇

## 設定

### ストーリー
舞台はアラビアの世界。
ある日、邪悪な魔道士・サバランが、平和なアラビアを支配すべく「大魔神ゴルゴラ」の封印を解き、世界を魔物で覆いつくした。それを見かねたシェラザード姫はサバランを止めようとするが、何処ともなくさらわれてしまう。
伝説の魔法使い・イスファの生まれ変わりと云われた若き魔法使いが、さらわれたシェラザード姫を救おうとサバランに挑むもあえなく敗れ、時空の彼方へと飛ばされてしまい、記憶と力の両方を失ってしまう。プレイヤーはその若き魔法使いとなって、サバランを倒すため時空を超え、アラビアの世界を冒険することとなる。

### 舞台
店施設の多くは街にあるが、中にはダンジョン中・パレス中に出現するものもある。
お店
Sのマークが付いており、様々なアイテムが売られている。町やダンジョンによって売っている商品もその値段も異なる。
お金を600ルピアまで借りる事が可能で、一定時間が経つと店の人が利子が付いていると知らせてくる。いつまでも返さないでいると、破産してゲームオーバーになる。そうなる前にはお金を返さないといけない。
買う前の商品に対し「まけてよ」を選ぶと値段が下がる。しかし、ここでしつこく下げ続けると、店の人に怒られて10ルピア取られた上に店から叩き出されてしまう。借金がない時にお金を返そうとした場合や800ルピア以上で借金が599ルピア以下の時にお金を借りた場合も同じ結果となる。なお値切れる金額は、同じ商品でも店・称号によって比例する。運が悪いと一回で店から追い出されることもある。なお、戦士は値切れず、聖者、魔法使いと値切る能力が高くなる。
一部の店には「本」というアイテムが売られており、これを購入すると情報（主に大魔法を習うための合言葉について）が得られる。
宿屋
Hマークがある店。泊まると全員のHP、MPが回復する。町によって値段が違う。
魔法大学
入学すると、魔法合戦に使う陣形などについての授業が受けられる。
陣形について知るためには、まずここで授業を受ける必要がある。試験に合格して卒業すると、アイテムを貰える事がある。このアイテムが貴重な装備品なので、既に陣形のことを知っていても授業は受けておきたい。
世界観や冒険のヒントを教えてくれる授業も存在する。
傭兵所
お金を払って傭兵を雇うことができる（雇える人数は99人まで）。魔法合戦で4人まで一緒に戦わせることができ、それぞれが自動で固定ダメージを敵に与えていく。また、敵の攻撃も傭兵に向かうことがあり、死んでしまった傭兵は生き返らせることができない（再度の雇用は可能）。
モスク
称号の変更と、死んだ仲間の蘇生が行える。それぞれルピアが必要で、称号によって必要額が異なる。
カジノ
ルーレットゲームを楽しめる。称号が聖者のとき、または所持金がMAXのときには入れない。アララート日食が起きている場合は聖者でも入れ、ルーレットの盤面が極端に変化する。カジノから出ると、アララート日食がすぐ終わる。
問答
ダンジョンの特定の部屋において、合言葉を訊かれる。各ワールドで決められた合言葉を答えられると、アララート日食中のみ使える大魔法が習得できる。大魔法は各ワールドで1度だけ使えるもので、必ずしも習得する必要はないが、使うことで冒険を有利にすることができる。
仲間
各ワールドの特定の場所で仲間が待っている。会っただけで仲間になったり100ルピアを支払うことで仲間になるキャラも存在する。それぞれのワールドにおけるクリアの必須条件の一つ。
質問
各ワールドの特定の場所で仲間か人がいる。特定の称号でなければ相手にしてもらえない。仲間にするには質問に答えなければならず、間違えると即ゲームオーバーになってしまう。正しい選択を答えた場合は、各ワールドによってその場で仲間になったり杖入手と仲間フラグが成立する。それぞれのワールドにおけるクリアの必須条件の一つでもある。
姫
各ワールドのダンジョンに閉じ込められている。会うには所定の経験値が必要で、これを満たせばレベルアップすることができる。それぞれのワールドにおけるクリアの必須条件の一つでもある。

### アイテム
- ルピア

この世界の通貨。コインやドル袋を取ることによって増える。
- コイン

ルピアが1増える。
- ドル袋

ルピアが20増える。
- ルピアの種

「アララート日食」時に魔法の畑にまくと「お金のなる木」になりルピアが最大になる。また通常時に使うと、透明になり一定時間攻撃を受けないほか、水面を一定時間歩く事が出来る。
- おまもり

アクションモードで敵の魔法によって姿を変えられた際に、自動的に使用され元の姿に戻る事が出来る。
- じゅうたん

モスクのある町へ一瞬で移動できる。また迷宮内で使うと入り口まで戻る事が出来る。
- ゴトラトのパン

ヒットポイントを50回復させる。ヒットポイントが0になると自動的に使用される。
- マシュルーブ

マジックポイントを50回復させる。マジックポイントが0になると自動的に使用される。
- 本

主に冒険のヒントや、賢者へ伝える合言葉が書かれている。
- シクラスの鍵

パレス内の鍵が掛かった扉を開ける。鍵が掛かった扉に近づくと自動的に使用される。
- キブラの角

パレス内にいる石像・ロディアンに向かって放つと、低確率で「命の薬」というアイテムを入手し、扉も開く。失敗した場合は、通常攻撃をした場合と同様にロディアンが叫び声をあげて動き出す。
- マジカルボイス

特定の場所で使う（初期ハードではIIコントローラーのマイクに「ひらけごま」と叫ぶ）と秘密の入り口が現れる。主にコローニャが「ここがあやしいわ!」とヒントをくれた所で使う。シェラザードを象徴するアイテムの一つ。
- 星のトンカチ

アクションモード内の敵を全滅させる。しかし自分もヒットポイントが30減ってしまう。魔法合戦でのみ拾うことができる。
- 命の薬

残機数がひとつ増える。パレス内のロディアンをキブラの角で攻撃した際に低確率で入手できる。アイテム表示は無く、ウィンドウテロップで入手したことが表示される。

### 魔法

#### 回復魔法
- パンプー

アクションモードで使うと自分のヒットポイントを10、魔法合戦では味方ひとりのヒットポイントを30回復させる。
- マホテート

魔法合戦のみで使用可能。味方全員のヒットポイントを20回復させる。
- マハリータ

味方のヒットポイントを50回復させる。アクションモード・魔法合戦とも効果は同じ。

#### 攻撃魔法
- ギルゼータ

魔法合戦のみで使用可能。敵ひとりに8のダメージを与える。
- バオー

アクションモードでは画面上の敵ひとりにダメージを与える。魔法合戦では敵1グループを目標に2のダメージを4回与える。
- バズー

アクションモードでは画面上の敵ひとりにダメージを与える。魔法合戦では敵1グループを目標に3のダメージを6回与える。
- バルス

アクションモードでは画面上の敵ひとりにダメージを与える。魔法合戦では敵1グループを目標に4のダメージを8回与える。
- ペリアス

魔法合戦のみで使用可能。敵全員に4のダメージを与える。
- カバラ

アクションモードでは画面上すべての敵にダメージを与える。魔法合戦では敵全員に2のダメージを与える。
- エルカバラ

アクションモードのみで使用可能。画面上すべての敵にダメージを与える。
- ロウタス

アクションモードでは画面上すべての敵にダメージを与える。魔法合戦では敵全員に8のダメージを与える。

#### 補助魔法
- マイマイ

魔法合戦のみで使用可能。敵1グループをハンバーガーに変えて、魔法以外の行動を封じる。
- シール

魔法合戦のみで使用可能。敵1グループをケーキに変えて、魔法の使用を封じる。
- シリリト

魔法合戦のみで使用可能。術者自身が鏡に変身し、敵から受けた魔法を跳ね返す。なお鏡に変身していても行動が制約されるようなことはない。
- キャラバ

アクションモードでは画面上すべての敵を様々なものに変え、触れただけで倒せるようになる。魔法合戦では敵全員を様々なものに変える。小人にした場合は大ダメージを与え、ゴトラトのパン・マシュルーブにした場合は自分がそれを使い回復をする。
- ペイペイ

アクションモードのみで使用可能。画面上すべての白い影の敵の正体を暴く。
- ビルバー

アクションモードのみで使用可能。画面上すべての青い影の敵の正体を暴く。
- リベルバー

アクションモードでは自動的にプーキンが現れて使用し、画面上すべての影をまとった敵の正体を暴く。黒い影はこの魔法でしか解除できない。魔法合戦では影をまとった敵全員の正体を暴く。
- ペペルコ

アクションモードでは主人公が変身魔法で姿を変えられてしまったとき、自動的にグビグビが現れて使用し変身を解除する。魔法合戦でも同じく、姿を変えられてしまった味方一人を元の姿に戻せる。
- ディフェンド

アクションモードでは自分自身の守備力が上がり、あらゆるダメージが半分になる。魔法合戦では味方全員の守備力が上がり、敵の攻撃によるダメージが半分になる。
- ラミパス

アクションモードのみで使用可能。敵の出現率を下げる。
- ドワーフ

アクションモードのみで使用可能。敵を小さくする。その敵は弱体化し、触れるだけで倒せる。
- コロボックル

アクションモードのみで使用可能。ドワーフの強力版。敵を小さくして弱体化させる。

#### 大魔法
各ワールドで賢者に合言葉を伝えると教えてもらえる魔法。アララート日食の時にそれぞれ1回だけ使うことができる。使用後に再び賢者に会って合言葉を言えばもう一度教えてもらうことができる。未使用なら次のワールドへ持ち越すことも可能。
- エロヒムーン

消費アイテムとルピア（所持金）を満杯にしてくれる魔法。イベントアイテムは取得できないが、その時点で所持していない消費アイテムはすべて限界数で取得できる。また借金もすべてゼロになる。ワールド1でのみ習得可能。
- アメキムーン

雲を呼び大雨を降らせて砂漠を癒す魔法。砂漠でしか効果が無い。一定時間、灼熱の砂漠を平原に変え、砂漠の熱で受けるダメージが無くなり、魔物も出現なくなる。ヒットポイントも全快する。ワールド2と4で習得可能。
- ソレイムーン

光が広がり凍てつくブリザードの森を暖かな春の森に変える魔法。冬の森でしか効果が無い。一定時間、冬の森を春の森に変え、吹雪で受けるダメージが無くなり、魔物も出現しなくなる。ヒットポイントも全快する。ワールド3でのみ習得可能。
- ランデムーン

聖者のモスクへとワープすることができる魔法。どこにいてもモスクを訪れたことになるので、称号を変えたり、お金を払って仲間を生き返らせてもらうことができる。ワールド4でのみ習得可能。
- マミムーン

死亡している仲間をすべて蘇らせ、さらに全員のヒットポイントとマジックポイントを全快してくれる魔法。ワールド5でのみ習得可能。

#### 合体魔法
いずれも魔法合戦で陣形を組むと使用できる魔法。使用するには全員のマジックポイントがそれぞれ必要消費数に足りていなければならない。敵軍団が使用することもある。
- ギガトーン

キグナスの陣を組むと使用できる魔法で、強い風で敵を吹き飛ばす。マジックポイントを10消費する。敵全員を対象に即死効果を与えるが失敗することもある。
- モニバーン

ライブラの陣を組むと使用できる魔法で、敵をロケットに変化させ花火として打ち上げる。マジックポイントを10消費する。敵全員を対象に即死効果を与えるが失敗することもある。
- ムーンデザード

シャカの陣を組むと使用できる魔法で、砂嵐を巻き起こす。マジックポイントを15消費する。敵全員を対象にダメージを与え、主人公のレベルに合わせて与えるダメージが上昇する。
- スタダーン

シリウスの陣を組むと使用できる魔法で、敵の頭上に星を降らせて攻撃する。マジックポイントを25消費する。敵全員を対象にダメージを与え、主人公のレベルに合わせて与えるダメージが上昇する。
- サンダーン

カイトスの陣を組むと使用できる魔法で、雷を落として攻撃する。マジックポイントを20消費する。敵全員を対象にダメージを与え、主人公のレベルに合わせて与えるダメージが上昇する。
- サンデザード

ドラゴンの陣を組むと使用できる魔法で、灼熱の嵐で攻撃する。マジックポイントを15消費する。敵全員を対象にダメージを与え、主人公のレベルに合わせて与えるダメージが上昇する。

### 陣形
魔法大学で各コースを受けその試験に合格すると使えるようになる。魔法合戦で陣形を選ぶと対応メンバーが自動選択されるほか、メンバー2人を選択すると自動的に対応した陣形が組まれる。陣形を組むと合体魔法が使えるようになり、敵の合体魔法のダメージを半減する効果がある。また、敵の陣形に対し有効な陣形を組んだ場合のみ防御力が2倍になるが、仲間が死亡したり、敵の陣形を構成する片方のグループが全滅や逃亡するなどしてどちらかが陣形を維持できなくなると防御力2倍の効果は失われる。
- キグナスの陣

コローニャとケバブーとで組める陣形。ギガトーンが使えるようになる。アマリーズとコルサのバシド戦隊に対し効果を発揮する。強化系であるバシド師団やバシド軍団にも有効。
- ライブラの陣

ケバブーとファルークとで組める陣形。モニバーンが使えるようになる。ファンダームとコルサの魔空戦隊に対し効果を発揮する。強化系である魔空師団や魔空軍団にも有効。
- シャカの陣

ガンメカとスピカとで組める陣形。ムーンデザードが使えるようになる。シトロンとコルサの火炎戦隊に対し効果を発揮する。強化系である魔空師団や魔空軍団にも有効。
- シリウスの陣

イーピンとプーキンとで組める陣形。スタダーンが使えるようになる。ファルヤードとロムサーベのギラス師団に対し効果を発揮する。
- カイトスの陣

ムスタファとレーニーとで組める陣形。サンダーンが使えるようになる。ガジールとロムサーベのマグマ戦隊に対し効果を発揮する。
- ドラゴンの陣

ファルークとハッサンとで組める陣形。魔法大学で学んでいなくてもなぜかこの二人を選択すると陣形が組めてしまう。サンデザードが使えるようになる。ウオザーンとラーザーレオのゾドル軍団に対し効果を発揮する。最も強力な陣形ですべての敵に対し高い攻撃力を誇るが、ゾドル軍団以外には陣形効果は発揮しないので注意。

## キャラクター

### 味方キャラクター
- 主人公（カシム） / あなた

物語の主人公。伝説の魔法使いイスファの生まれ変わりでもある。さらわれた恋人・シェラザード姫を救うため、邪悪な魔道士サバランと戦うがあえなく敗れる。その際に時空の彼方へ飛ばされてしまい、記憶と力の両方を失った。名前はゲーム開始時にプレイヤーの任意で入力するが、設定上のデフォルト名はカシムであるらしく、取扱説明書のスクリーンショットは「かしむ」と入力されている。
- コローニャ / 時の精霊

冒険のはじまりから一緒に旅を共にしてくれる猫の姿をした女の子。道中、ヒントを教えてくれたり時空の扉を紹介してくれたりと、主人公をサポートする。
- ケバブー / 指輪の精

サバランを嫌っており、サバランに立ち向かう聖者が現れるのを待っている。
- ファルーク / ランプの精

ランプの精の兄弟の一人。腕力・魔力共に秀でており、非常に頼りになる存在。
- ガンメカ / ロボット

学者のような風貌を持ち、なぜか胸元に￥マークが施されている風変わりなロボット。「ペケペケ語」の翻訳を得意とする。
- スピカ / 空飛ぶサル

ちょっといたずら好きな子猿。人からパンを盗む事がある。道案内が得意。
- イーピン / 木の人形

木でできた動く人形。不思議な笛を吹いて、主人公の魔力を回復させる力を持つ他、魔神の正体を現すこともある。
- プーキン / 木の王

シマロンの実から作られた人形。暗闇を照らし、影をまとった敵の正体を暴く。
- ムスタファ / 水晶の精

敵の動きを鈍くする魔法を使いこなし、主人公を助けてくれる。彼がいないと入れない部屋もある。
- グビグビ / 毒消しの精

敵がかけてくる変身の魔法を、アイテムを使わずに解くことができる唯一の仲間。
- レーニー / 雨の小人

雨を自在にあやつる小人。その雨は敵に打撃を与え、魔神をおびき出すこともある。
- ハッサン / ランプの精

ランプの精の兄弟の一人。ファルークと力を合わせれば、最強の陣形を組むことができる。

### 敵キャラクター

#### アクションモードの敵
フィールド上に出現し、画面が変わる際に出現するかどうかが決まる。秘密の階段がある場所や街の入り口には一部の敵を除いて出現しない。また、街の中には出現しない。大魔法を使うと一切出現しなくなることがある。
- 盗賊

4人組の男。ほかの敵と一緒に登場することもあり、この場合は3人組になることがある。うろうろするだけの者と弾を撃つ者がいる。白、青、黒の影に隠れていることがあり、この場合は対応する魔法で正体を暴かなければ攻撃できない。プーキンが仲間にいると正体を暴いてくれる。
- ファナー

盗賊に化けている虫。化けている場合、盗賊を攻撃すると正体を現す。
- バグ

画面上を飛び回るハチのような虫。通常2匹で出現するが6匹の場合もある。ほかの敵と一緒に登場することがある。
- ヤンリー

バグに化けている虫。バグを攻撃すると正体を現す。バグに化けずに出現する場合もある。
- 半魚人

水面から飛び出し弾を撃ってくる魔物。陸地から離れて出現するため、杖か魔法でないと攻撃できない。ワールド1の水の中でも出現することがあり、水中でジャンプしながら弾を撃ってくる。
- ピラニア

橋のかかった場所に出現する魚。水面から飛び出し、橋を飛び越えて反対側に潜ってゆく。ワールド1の水の中でも出現することがあり、この場合は画面の端から端へと比較的速く泳いでいる。
- ゴル

白い大きな人喰い花。2体セットで出現する。出現直後は動かないが、しばらくすると画面上を動き回る。主人公にとりつくとヒットポイントが減少していく。
- ケラル

砂漠にのみ出現する大型の虫。4匹で出現する。頭を出して弾を撃つと砂の中に潜ってしまう。しばらくすると再び頭を出す。
- クラル

砂漠にのみ出現する大型の虫。4匹で出現する。ケラルと似ているが画面上をピョンピョン跳ね回る。
- カメレオン

怪しい森にのみ出現する魔物。単体で出現するもの2匹と4匹が合体したものがセットで出現する。合体したものを攻撃すると４匹に分離する。攻撃を受けると少しの間動けなくなることがある。
- ボーン

迷宮に出現する赤い恐竜と青い恐竜。4匹で出現する。しばらくすると、画面内の別の場所へ瞬間移動する。青いボーンは弾を撃つ。
- ヘベル

迷宮やパレスにいる虫。小屋から5匹が連なって出てくる。最初に出てきた5匹を倒すと、次の5匹が小屋から出てくる。小屋を壊すと出現しなくなる。
- ラビータ

パレスに出る赤いムカデのような魔物。画面上をうねりながら左右に移動する。ボーンと同様に青いものもおり、青いラビータは弾を撃つ。
- ロディアン

パレスにいる石像。鍵の掛かった扉のある部屋に複数体で出現する。何もしなければ動かないが、攻撃すると叫び声をあげて転がり始める。キブラの角を撃つとまれに一撃で倒せることがある。倒すと扉が開く。
- おおだま、こだま

森に出現する木の魔物。動き回るものもいる。おおだまはこだまが3つ合体したもの。
- ウィザード

風神の姿をした魔物。強風で吹き飛ばそうとしてくる。
- アビール

炎の結界を輪のように展開させる青い魔物。
- 剣士

パレスに出現する灰色っぽい魔物。4匹で出現する。耐久力が高く、杖による攻撃が効かない。
- （不明）

オレンジ色で2本の角のある魔物。画面内のヤンリーを放置したまま一定時間その場に留まると現れる他、ワールドのどこかにある魔法陣のある場所でも低確率で出現する。出現したが最後、画面を切り替えようと時を越えようと倒されるまで主人公をしつこく追い続けてくる。街の中までは流石に追って来ないが、主人公が街の外へ出ると追尾を再開する。

#### 魔法使い
フィールド上の決まった場所で、決まった方向から進入した場合のみ手下とともに出現し、結界を張って主人公を閉じ込めてくる。魔法使いの放つ弾に当たると姿を変えられてしまい、その状態で手下に触れると残りHPに関係なくミスとなる。変身中にお守りを持っていれば変身を解いてくれるが、時間がかかるので注意。なおグビグビは魔法使いによる変身は解いてくれない。原則として手下は倒しても復活し、魔法使いを倒さなければ結界から脱出できないが、ケバブーの助けを借りれば強制的に結界を破ることで脱出することが可能。
- チャンガール

ワールド1で出現するナイフとフォークを持った魔法使い。
- ゴロネス

チャンガールの手下。一つ目の緑の魔物で頭に大きな口を持つ。
- ウォーハンマー

ワールド2で出現するサングラスに白い口ひげの魔法使い。
- トフル

ウォーハンマーの手下。紫色のバットのような魔物。
- マーダル

ワールド3で出現する女性のような姿をした魔法使い。弾を撃つ際に花の蕾のような姿に変わる。
- バッチェ

マーダルの手下。魔女のほうきが上下さかさまになったような魔物
- バージル

ワールド4で出現する太った魔法使い。
- スティパ

バージルの手下。赤い炎の姿をした魔物。

#### 魔法合戦の敵
- サムリマ
- カッカラ
- メルド
- デロル
- アマリーズ
- ウオザーン
- ギガルダン
- コルサ
- メガール
- ザッハーク
- ファンダーム
- ファルヤード
- シトロン
- ガンガー
- ガジール
- クルゴット
- ダルザーク
- ゴルラ
- メデューサ
- ゴーゴン
- プリムロ
- ベルラ
- ロムサーベ
- ラーザーレオ
- ミニヤード

## スタッフ
- 音楽：沢彰記、みかめしゅんいち
- サウンド・ドライバー：デヴィッド・ヤマモト

## サウンドトラック
アラビアンドリーム シェラザード オリジナル・サウンドトラック（2023年10月25日/CASSETRON/規格番号CTN-22）
国内版と海外版の音楽を収録している。

## 評価
ゲーム誌『ファミコン通信』の「クロスレビュー」では合計27点（満40点）、『ファミリーコンピュータMagazine』の読者投票による「ゲーム通信簿」での評価は以下の通りとなっており、19.56点（満30点）となっている。また、同雑誌1991年5月10日号特別付録の「ファミコンロムカセット オールカタログ」では、「マップが1500画面以上あり、敵キャラは約100、アイテム約50、ゲームの進行上必要な情報が約300。とにかくスケールがでかいゲームだ」と紹介されている。
| 項目 | キャラクタ | 音楽 | 操作性 | 熱中度 | お買得度 | オリジナリティ | 総合  |
| 得点 | 3.47       | 3.28 | 3.07   | 3.36   | 3.11     | 3.27           | 19.56 |